# Ivo Sachs
Ivo Michael Sachs (* 18. August 1964 in Beinwil am See, Schweiz) ist ein Schweizer Physiker und Hochschullehrer.

## Ausbildung
Sachs studierte Physik an der École polytechnique fédérale de Lausanne von 1986 bis 1988 und an der ETH Zürich von 1988 bis 1991. Er promovierte 1995 mit einer Arbeit zum Thema On Symmetries, their Breaking, and Thermodynamics in Field Theory bei Andreas Wipf.

## Beruf
Von 1995 bis 1997 war Sachs wissenschaftlicher Mitarbeiter am Dublin Institute for Advanced Studies. Danach ging er als Postdoc an das Zentrum für Teilchenphysik der University of Durham. Von 1999 bis 2002 arbeitete er mit einem C1-Forschungsstipendium an der Ludwig-Maximilians-Universität München (LMU). Dann wechselte er bis 2003 als Dozent an das Trinity College Dublin. Seit 2003 ist Sachs Professor an der LMU am Arnold Sommerfeld Center, wo er den Lehrstuhl für Kosmologie innehat.

## Gastaufenthalte
Seit 2001 ist Sachs externes Mitglied des Dublin Institute for Advanced Studies. Von 2006 bis 2007 war er Gastforscher an der University of California, Los Angeles und von 2011 bis 2012 an der Harvard University.

## Lehrtätigkeit
Sachs hält Vorlesungen und Seminare zu den Bereichen Quantenfeldtheorie, Quantisierung von Eichtheorien, Differenzierbare Mannigfaltigkeiten, Theoretische Mechanik und Stringtheorie.

## Forschungsinteressen und Engagement
Sachs forscht auf den Gebieten der Kosmologie, der Teilchenphysik, der Gravitation, der Quantengravitation, der Supergravitation, der Mathematischen Physik, der Quantenfeldtheorie und der Stringtheorie. Mit allgemeinverständlichen Vorträgen auf YouTube, bei Urknall, Weltall und das Leben und bei verschiedenen offenen Veranstaltungen der LMU und anderer Einrichtungen versucht Sachs diese komplizierten Bereiche der modernen Physik einer breiten interessierten Öffentlichkeit zugänglich zu machen.
Sachs war in verschiedenen Funktionen beteiligt an Projekten, die von der Deutschen Forschungsgemeinschaft gefördert wurden, darunter
- Seit 2024: Homologische Methoden in der Quantenfeldtheorie
- Von 2010 bis 2018: Nichtlokalität und Dunkle Energie
- Von 2007 bis 2011: Topologische Strings und ihre Anwendung auf supersymmetrische Feldtheorien und Quantengravitation
- Von 2006 bis 2010: K-Essence and its Observational Imprints
- Von 2005 bis 2008: Geometrie deformierter Seiberg-Witten-Theorie
- Von 2004 bis 2008: Closed Strings and String Field Theory
- Von 2004 bis 2006: Thermalisation in black hole physics, field theory and string theory
- Von 2000 bis 2003: Application of string theory to black hole physics and cosmology[10]

## Veröffentlichungen

### Bücher
- Algebraic Structure of String Field Theory, zusammen mit Martin Doubek, Branislav Jurčo und Martin Markl, Springer, 2020, ISBN 978-3030530549
- Elements of Statistical Mechanics: With an Introduction to Quantum Field Theory and Numerical Simulation, zusammen mit Siddhartha Sen und James Sexton, Cambridge University Press, 2006, ISBN 978-0521841986

### Artikel (Auswahl)
- Ivo Sachs, Pierre Vanhove: Bulk Landau pole and unitarity of dual conformal field theory, JHEP 07 (2023) 106 online
- Ivo Sachs: Homotopy Algebras in String Field Theory, Fortsch.Phys. 67 (2019) 8-9, 1910013 online
- Ivo Sachs: Conformal Invariance for a Class of Scale Invariant Theories in Four Dimensions, 2015 online
- I. Sachs: Formation of Black Holes in Topologically Massive Gravity, Phys.Rev. D87 (2013) 024019
- N. Moeller and I. Sachs: Closed String Cohomology in Open String Field Theory, JHEP 1107 (2011) 022
- D. Grumiller and I. Sachs: AdS (3) / LCFT (2) Correlators in Cosmological Topologically Massive Gravity, JHEP 1003 (2010) 012
- J. L. Davis, M. Gutperle, P. Kraus and I. Sachs: Stringy NJL and Gross-Neveu models at finite density and temperature, JHEP 0710 (2007) 049
- D. Birmingham, I. Sachs and S. N. Solodukhin: Conformal field theory interpretation of black hole quasi normal modes, Phys.Rev.Lett. 88 (2002) 151301

### Vorträge (Auswahl)
- Quantenphysik • Schrödinger, Heisenberg & Neumann • Jahr der Quantenphysik 2025 auf YouTube, 3. April 2025, abgerufen am 21. April 2025.
- Schrödingers Tanz: Warum Quantenphysik nicht probabilistisch ist & andere Fragen auf YouTube, 3. April 2025, abgerufen am 21. April 2025.
- The emergent geometry of the world line auf YouTube, 25. Juli 2023, abgerufen am 21. April 2025.
- Loops in Holography auf YouTube, 17. Dezember 2020, abgerufen am 21. April 2025.
- A toy model for string field theory auf YouTube, 30. Oktober 2020, abgerufen am 21. April 2025.
- Space Time Actions from The World Line auf YouTube, 16. Februar 2020, abgerufen am 21. April 2025.
- On Finite Size D-branes auf YouTube, 15. Juni 2019, abgerufen am 21. April 2025.